# 約瑟夫·萊迪

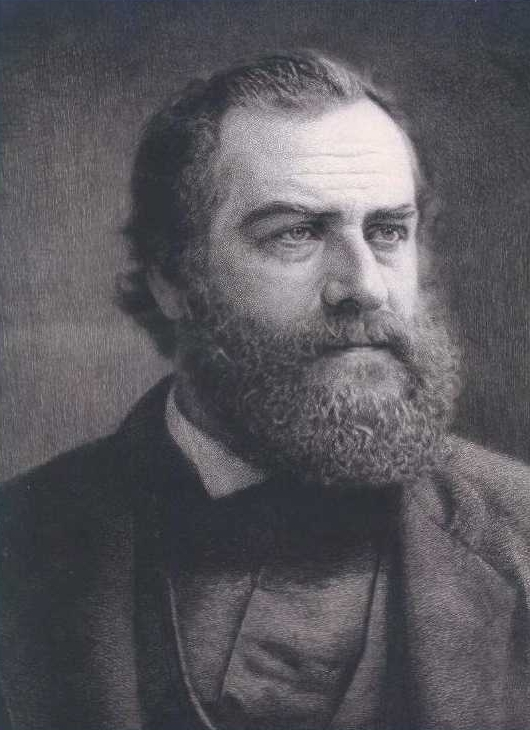
約瑟夫·萊迪

約瑟夫·萊迪（英語：Joseph Leidy，1823年9月9日—1891年4月30日）是一位美国古生物学家。

## 生平
萊迪首先任宾夕法尼亚大学解剖学教授，后来任斯沃斯莫尔学院自然历史教授。在他1869年发表的书（达科塔州和内布拉斯加州灭绝动物）中他描写了许多北美洲灭绝的种类。
比如他描写了威廉·帕克·福爾克在新澤西州找到的第一具几乎完整的恐龙骨骼并将它命名为鸭嘴龙。
萊迪在寄生虫学中也有所贡献。1846年他认识到旋毛虫病是由生肉或者没有煮熟的肉中的寄生虫旋毛虫导致的。
萊迪在查尔斯·达尔文之前就已经怀疑环境对生物有影响。达尔文发表了他的理论后萊迪立刻就成为达尔文的支持者。因此他的批评者说他是一个无神论者。
1879年他发表了（北美洲淡水根足类动物）